# Catephiodes
Catephiodes é um gênero de traça pertencente à família Arctiidae.